# 瑛茉ジャスミン
瑛茉 ジャスミン（えま ジャスミン、1995年3月16日 - ） は、日本の女性タレント、モデル。株式会社エイジアプロモーション所属。

## 人物
オーストラリア人の父と日本人の母の間に生まれた。
身長は168cm。スリーサイズはB81cm、W58cm、H83cm。
趣味は、料理・キラキラしたモノ収集。特技は、占い・マッサージ・ブリッジ・一輪車（空中乗り、後ろこぎ）・テニス。
大田区西蒲田育ちと番組で明かしている。また、かなりの激辛料理好きであることで知られる。

## 略歴
- 2001年、ジョビィキッズプロダクションに所属し、近藤エマ名義で芸能界デビュー[3]。
- 2003年、NHK教育『天才てれびくんMAX』にてれび戦士として3年間出演。
- 2011年、瑛茉ジャスミンに改名。
- 2019年、ViVi専属モデルから契約解除。理由は明かされていない。

## 出演

### バラエティ
- ティンティンTOWN!（日本テレビ）
- 天才てれびくんMAX（2003年4月 - 2006年3月、NHK教育） - てれび戦士
- めざましテレビ「イマドキ」（2016年4月 - 2018年3月、フジテレビ） - イマドキガール
- ネプ&イモトの世界番付 - 準レギュラー（オーストラリア代表）
- 瑛茉ジャスミンのモテキュン!キッチン（2018年4月 - 2019年1月、TOKYO MX） - ひるキュン!番組内コーナーを有村昆と担当
- ギリギリライブ イマドキ女子のリアル生態調査（2021年10月12日、10月19日、10月26日、北海道文化放送）

### テレビドラマ
- 非婚同盟（2009年、フジテレビ） - 小幡小百合（少女期）役
- ブラックスキャンダル（2018年、日本テレビ） ‐ ソフィア・ミハイロビッチ 役
- 女子グルメバーガー部 第5話・第6話・最終話（2020年8月8日・15日・9月26日、テレビ東京） ‐ 主演・衛藤セーラ 役
  - 女子グルメバーガー部2021夏SP（2021年6月27日）[4]
- 八月は夜のバッティングセンターで。（2021年） - 高松エリー 役

### 映画
- ローレライ（2005年3月5日、東宝） - パウラ（幼少期） 役
- 矢島美容室 THE MOVIE 〜夢をつかまネバダ〜（2010年4月29日、松竹） - ジョディ 役
- ワイルド・スピード ICE BREAK 日本語吹き替え版（2017年4月28日、東宝東和） - スターターガール 役
- アヤメくんののんびり肉食日誌（2017年10月7日、ホリプロ） - エリザベス 役

### ウェブテレビ
- 安室奈美恵ファッション総選挙　FASHION MOVIE BEST 50（2018年9月9日、AbemaTV）[5]
- WEEKEND BOMBMC

### CM
- 日立製作所、洗濯乾燥機 白い約束（2001年 - 2002年）
- 郵便貯金、国際ボランティア貯金

### PV
- Calyn「Eternity」（2002年）

### 雑誌連載
- Prolog (vol.25)[6]
- ViVi（2016年6月号 - 2019年、講談社） - 専属モデル